# Tectocepheoidea
Tectocepheoidea är en överfamilj av kvalster. Tectocepheoidea ingår i ordningen Sarcoptiformes, klassen spindeldjur, fylumet leddjur och riket djur. Enligt Catalogue of Life omfattar överfamiljen Tectocepheoidea 36 arter. 
Kladogram enligt Catalogue of Life:
| Tectocepheoidea | \| \| Tectocepheidae \| \| \| \| \| \| Tegeocranellidae \| \| \| \| |
|                 | \| \| Tectocepheidae \| \| \| \| \| \| Tegeocranellidae \| \| \| \| |
|                 | Tectocepheidae                                                      |
|                 |                                                                     |
|                 | Tegeocranellidae                                                    |
|                 |                                                                     |